# Wojciech Urbański
Wojciech Urbański (Ełk, 25 aprile 2005) è un calciatore polacco, difensore del Legia Varsavia.

## Carriera

### Club
Cresciuto nelle giovanili di KS Tymbark, Turbacz Mszana Dolna e Wisła Cracovia, il 10 giugno 2023 è stato acquistato dal Legia Varsavia che lo ha assegnato alla propria seconda squadra in quarta divisione.
Ha debuttato in prima squadra il 31 ottobre 2023 nell'incontro di Ekstraklasa perso 1-0 contro il Widzew Łódź ed ha segnato il suo primo gol il 18 agosto dell'anno successivo, nella partita vinta 4-1 contro il Radomiak Radom; nel corso della stagione 2024-2025 vince inoltre la Coppa di Polonia e fa il suo esordio nelle competizioni UEFA per club, disputando una partita nei turni preliminari della UEFA Conference League 2024-2025.

### Nazionale
Ha giocato con le nazionali giovanili polacche Under-18, Under-19 ed Under-20.

## Statistiche

### Presenze e reti nei club
Statistiche aggiornate al 16 maggio 2025.
| Stagione        | Squadra           | Campionato      | Campionato | Campionato | Coppe nazionali | Coppe nazionali | Coppe nazionali | Coppe continentali | Coppe continentali | Coppe continentali | Altre coppe | Altre coppe | Altre coppe | Totale | Totale |
| Stagione        | Squadra           | Comp            | Pres       | Reti       | Comp            | Pres            | Reti            | Comp               | Pres               | Reti               | Comp        | Pres        | Reti        | Pres   | Reti   |
| --------------- | ----------------- | --------------- | ---------- | ---------- | --------------- | --------------- | --------------- | ------------------ | ------------------ | ------------------ | ----------- | ----------- | ----------- | ------ | ------ |
| 2023-2024       | Legia Varsavia II | 3L              | 15         | 2          | CP              | 1               | 0               | -                  | -                  | -                  | -           | -           | -           | 16     | 2      |
| 2024-2025       | Legia Varsavia II | 3L              | 1          | 0          | -               | -               | -               | -                  | -                  | -                  | -           | -           | -           | 1      | 0      |
| 2023-2024       | Legia Varsavia    | EK              | 6          | 0          | CP              | 0               | 0               | -                  | -                  | -                  | -           | -           | -           | 6      | 0      |
| 2024-2025       | Legia Varsavia    | EK              | 19         | 3          | CP              | 4               | 0               | UECL               | 1                  | 0                  | -           | -           | -           | 24     | 3      |
| Totale carriera | Totale carriera   | Totale carriera | 41         | 5          |                 | 5               | 0               |                    | 1                  | 0                  |             | -           | -           | 47     | 5      |

## Palmarès

### Club

#### Competizioni nazionali
- Coppa di Polonia: 1

Legia Varsavia: 2024-2025